# Tula Marina di Vista
Tula Marina di Vista (1888-1969) foi o pseudónimo de Luisa Suzanna Kamerman, uma artista e escritora holandesa.

## Biografia
Tula Marina di Vista nasceu a 26 de abril de 1888 em Caconda, Angola, então colónia de Portugal. Em 1913 casou-se com o artista Dirk Smorenberg e o casal divorciou-se em 1923. Mais tarde morou com Johan Schmidt. O seu trabalho foi incluído na exposição e venda Onze Kunst van Heden (A Nossa Arte de Hoje) em 1939 no Rijksmuseum em Amesterdão. Foi membro da Kunstenaarsvereniging Sint Lucas, De Onafhankelijken, Kunstenaarsvereniging Laren-Blaricum, e Arti et Industriae.
Tula Marina di Vista faleceu no dia 10 de novembro de 1969, em Hilversum.